# Louis-Victor Simon
Pour les articles homonymes, voir Simon (patronyme).
Louis-Victor Simon, né le 12 novembre 1764 à Metz et mort le 26 avril 1820 à Paris, est un violoniste et compositeur français.
Il est le compositeur de la célèbre chanson Il pleut, il pleut, bergère dont Fabre d'Églantine est l'auteur.

## Biographie
Louis-Victor Simon naît dans une famille de musiciens, son père est un musicien de la Cathédrale Saint-Étienne de Metz.
Louis-Victor Simon est l'auteur de plusieurs opéras-comiques, d'une comédie, et de quelques chansons, dont l'air fameux : « Il pleut, il pleut, bergère ».
Louis-Victor Simon meurt à Paris en 1820.

## Son œuvre
- Il pleut, Bergère ! Pastorale pour piano, Paris : V. Massus, 1856
- Romance de Victor... avec un violoncelle obligé, musique, Paris : Mme Duhan, [s.d.]
- Les Deux petites violleuses orphélines, romance en duo, avec accompagnement de piano, flûte, violon et guitare, Paris : Duhan, [s.d.]

## Sources
- H. Tribout de Morembert : La musique à Metz à travers les âges, in Académie nationale de Metz, 1979 (p. 42).